# Zwoleń
Zwoleń este un oraș în Polonia.